# Championnat sud-américain de football de 1926
Navigation
Argentine 1925 Pérou 1927
Le Championnat sud-américain de football de 1926 est la dixième édition du championnat sud-américain de football des nations, connu comme la Copa América depuis 1975, qui a eu lieu à Santiago au Chili du 12 octobre au 3 novembre 1926.
Les pays participants sont l'Argentine, la Bolivie, le Chili, le Paraguay et l'Uruguay.
Le Brésil se retire de la compétition pour la deuxième fois et la Bolivie y participe pour la première fois.

## Résultats

### Classement final
Les cinq équipes participantes sont réunies au sein d'une poule unique où chaque formation rencontre une fois ses adversaires. À l'issue des rencontres, l'équipe classée première remporte la compétition.
|   | Équipe    | Pts | J | G | N | P | BP | BC | Diff |
| - | --------- | --- | - | - | - | - | -- | -- | ---- |
| 1 | Uruguay   | 8   | 4 | 4 | 0 | 0 | 17 | 2  | +15  |
| 2 | Argentine | 5   | 4 | 2 | 1 | 1 | 14 | 3  | +11  |
| 3 | Chili     | 5   | 4 | 2 | 1 | 1 | 14 | 6  | +8   |
| 4 | Paraguay  | 2   | 4 | 1 | 0 | 3 | 8  | 20 | -12  |
| 5 | Bolivie   | 0   | 4 | 0 | 0 | 4 | 2  | 24 | -22  |

| 12 octobre   | Chili     | 7 | 1 | Bolivie   |
| 16 octobre   | Argentine | 5 | 0 | Bolivie   |
| 17 octobre   | Uruguay   | 3 | 1 | Chili     |
| 20 octobre   | Argentine | 8 | 0 | Paraguay  |
| 23 octobre   | Paraguay  | 6 | 1 | Bolivie   |
| 24 octobre   | Uruguay   | 2 | 0 | Argentine |
| 28 octobre   | Uruguay   | 6 | 0 | Bolivie   |
| 31 octobre   | Chili     | 1 | 1 | Argentine |
| 1er novembre | Uruguay   | 6 | 1 | Paraguay  |
| 3 novembre   | Chili     | 5 | 1 | Paraguay  |

### Matchs
| 12 octobre 1926                                                                                       | Chili                                                                    | 7 – 1                                                                                               | Bolivie     | Campos de Sports de Ñuñoa (Santiago)                    |                                                         |
| | M. Ramírez 10e · Subiabre 14e · Arellano 15e, 41e, 80e, 84e · Moreno 47e | (4 - 0)                                                                                             | Aguilar 62e | Spectateurs : 12 000 Arbitrage : Norberto Luis Gallieri | Spectateurs : 12 000 Arbitrage : Norberto Luis Gallieri |
| Hill - Veloso, Poirier - Sánchez, Saavedra, González - García, Subiabre, M. Ramírez, Arellano, Moreno | Équipes                                                                  | Bermúdez - Chavarría, Lara - J. Soto, Sáinz, Angulo - C. Soto, Méndez, Aguilar, Bustamante, Alborta |             | Spectateurs : 12 000 Arbitrage : Norberto Luis Gallieri | Spectateurs : 12 000 Arbitrage : Norberto Luis Gallieri |

| 16 octobre 1926                                                                                    | Argentine                                               | 5 – 0 | Bolivie | Campos de Sports de Ñuñoa (Santiago)          |                                               |
| | Cherro 9e, 19e · Sosa 31e · Delgado 43e · De Miguel 74e | (4 - 0) |         | Spectateurs : 8 000 Arbitrage : Aníbal Tejada | Spectateurs : 8 000 Arbitrage : Aníbal Tejada |
| Díaz - Bidoglio, Muttis - Médici, Vaccaro, Fortunato - Tarasconi, Cherro, Sosa, Delgado, De Miguel | Équipes                                                 | Bermúdez - Urriolagoitía, Lara - J. Soto, Sáinz, Valderrama - C. Soto, Méndez, Aguilar, Bustamante, Alborta |         | Spectateurs : 8 000 Arbitrage : Aníbal Tejada | Spectateurs : 8 000 Arbitrage : Aníbal Tejada |

| 17 octobre 1926                                                                                             | Uruguay                               | 3 – 1                                                                                               | Chili               | Campos de Sports de Ñuñoa (Santiago)                |                                                     |
| | Borjas 22e · Castro 32e · Scarone 55e | (2 - 0)                                                                                             | Subiabre 65e (pen.) | Spectateurs : 13 000 Arbitrage : Pedro José Malbrán | Spectateurs : 13 000 Arbitrage : Pedro José Malbrán |
| Batignani - Nasazzi, Recoba - Andrade, Fernández, Vanzzino - Urdinarán, Scarone, Borjas, Castro, Saldombide | Équipes                               | Cortés - Veloso, Poirier - Sánchez, Saavedra, González - García, Subiabre, Olguín, Arellano, Moreno |                     | Spectateurs : 13 000 Arbitrage : Pedro José Malbrán | Spectateurs : 13 000 Arbitrage : Pedro José Malbrán |

| 20 octobre 1926                                                                                    | Argentine                                                               | 8 – 0 | Paraguay | Campos de Sports de Ñuñoa (Santiago)              |                                                   |
| | Sosa 11e, 32e, 59e, 87e · Cherro 16e · Delgado 40e, 42e · De Miguel 52e | (5 - 0) |          | Spectateurs : 3 000 Arbitrage : Francisco Jiménez | Spectateurs : 3 000 Arbitrage : Francisco Jiménez |
| Díaz - Bidoglio, Muttis - Médici, Vaccaro, Fortunato - Tarasconi, Cherro, Sosa, Delgado, De Miguel | Équipes                                                                 | Recalde - Rolón, Sirvent - Brizuela, Fleitas Solich, G. Nessi - L. Nessi, C. Ramírez, López, Domínguez, Fretes |          | Spectateurs : 3 000 Arbitrage : Francisco Jiménez | Spectateurs : 3 000 Arbitrage : Francisco Jiménez |

| 23 octobre 1926                                                                                             | Paraguay                                                   | 6 – 1                                                                                                   | Bolivie     | Campos de Sports de Ñuñoa (Santiago)          |                                               |
| | López 57e, 81e · C. Ramírez 68e, 72e, 88e · P. Ramírez 76e | (0 - 1)                                                                                                 | C. Soto 15e | Spectateurs : 2 000 Arbitrage : Aníbal Tejada | Spectateurs : 2 000 Arbitrage : Aníbal Tejada |
| Denis - Rolón, Sirvent - Brizuela, Fleitas Solich, Duarte - L. Nessi, C. Ramírez, López, P. Ramírez, Fretes | Équipes                                                    | Bermúdez - Chavarría, Lara - J. Soto, Sáinz, Valderrama - C. Soto, Méndez, Aguilar, Bustamante, Alborta |             | Spectateurs : 2 000 Arbitrage : Aníbal Tejada | Spectateurs : 2 000 Arbitrage : Aníbal Tejada |

| 24 octobre 1926                                                                                             | Uruguay                 | 2 – 0                                                                                            | Argentine | Campos de Sports de Ñuñoa (Santiago)          |                                               |
| | Borjas 22e · Castro 73e | (1 - 0)                                                                                          |           | Spectateurs : 15 000 Arbitrage : Miguel Barba | Spectateurs : 15 000 Arbitrage : Miguel Barba |
| Batignani - Nasazzi, Recoba - Andrade, Fernández, Vanzzino - Urdinarán, Scarone, Borjas, Castro, Saldombide | Équipes                 | Díaz - Bidoglio, Cochrane - Médici, Vaccaro, Conti - Tarasconi, Cherro, Sosa, Delgado, De Miguel |           | Spectateurs : 15 000 Arbitrage : Miguel Barba | Spectateurs : 15 000 Arbitrage : Miguel Barba |

| 28 octobre 1926                                                                                             | Uruguay                                     | 6 – 0                                                                                                   | Bolivie | Campos de Sports de Ñuñoa (Santiago)               |                                                    |
| | Scarone 9e, 12e, 28e, 39e, 81e · Romano 67e | (4 - 0)                                                                                                 |         | Spectateurs : 8 000 Arbitrage : Juan Pedro Barbera | Spectateurs : 8 000 Arbitrage : Juan Pedro Barbera |
| Batignani - Nasazzi, Recoba - Ghierra, Fernández, Vanzzino - Urdinarán, Scarone, Romano, Castro, Saldombide | Équipes                                     | Araníbar - Chavarría, Lara - J. Soto, Sáinz, Valderrama - C. Soto, Méndez, Aguilar, Bustamante, Alborta |         | Spectateurs : 8 000 Arbitrage : Juan Pedro Barbera | Spectateurs : 8 000 Arbitrage : Juan Pedro Barbera |

| 31 octobre 1926                                                                                     | Chili        | 1 – 1                                                                                             | Argentine     | Campos de Sports de Ñuñoa (Santiago)         |                                              |
| | Saavedra 25e | (1 - 1)                                                                                           | Tarasconi 42e | Spectateurs : 8 000 Arbitrage : Miguel Barba | Spectateurs : 8 000 Arbitrage : Miguel Barba |
| Cortés - Veloso, Poirier - Toro, Saavedra, González - Muñoz, Subiabre, Olguín, Arellano, M. Ramírez | Équipes      | Díaz - Bidoglio, Muttis - Médici, Vaccaro, Fortunato - Tarasconi, Cherro, Sosa, Delgado, Perducca |               | Spectateurs : 8 000 Arbitrage : Miguel Barba | Spectateurs : 8 000 Arbitrage : Miguel Barba |

| 1er novembre 1926                                                                                           | Uruguay                                                | 6 – 1 | Paraguay                  | Campos de Sports de Ñuñoa (Santiago)               |                                                    |
| | Castro 16e, 23e, 32e, 72e · Saldombide 47e (pen.), 82e | (3 - 0) | Fleitas Solich 58e (pen.) | Spectateurs : 12 000 Arbitrage : Francisco Jiménez | Spectateurs : 12 000 Arbitrage : Francisco Jiménez |
| Batignani - Nasazzi, Recoba - Andrade, Fernández, Vanzzino - Urdinarán, Scarone, Romano, Castro, Saldombide | Équipes                                                | Denis - Rolón, Sirvent - Brizuela, Fleitas Solich, Duarte - L. Nessi, C. Ramírez, Vargas Peña, Domínguez, Fretes |                           | Spectateurs : 12 000 Arbitrage : Francisco Jiménez | Spectateurs : 12 000 Arbitrage : Francisco Jiménez |

| 3 novembre 1926                                                                                           | Chili                                        | 5 – 1 | Paraguay        | Campos de Sports de Ñuñoa (Santiago)          |                                               |
| | Arellano 21e, 64e, 71e · M. Ramírez 42e, 82e | (2 - 1) | Vargas Peña 40e | Spectateurs : 6 000 Arbitrage : Aníbal Tejada | Spectateurs : 6 000 Arbitrage : Aníbal Tejada |
| Cortés - Figueroa, Poirier - Morales, Saavedra, González - M. Ramírez, Subiabre, Olguín, Arellano, Moreno | Équipes                                      | Denis - Rolón, Sirvent - Brizuela, Fleitas Solich, Duarte - L. Nessi, C. Ramírez, Vargas Peña, P. Ramírez, López |                 | Spectateurs : 6 000 Arbitrage : Aníbal Tejada | Spectateurs : 6 000 Arbitrage : Aníbal Tejada |

| Championnat sud-américain de football de 1926 - Vainqueur Uruguay 6e titre |

## Meilleurs buteurs

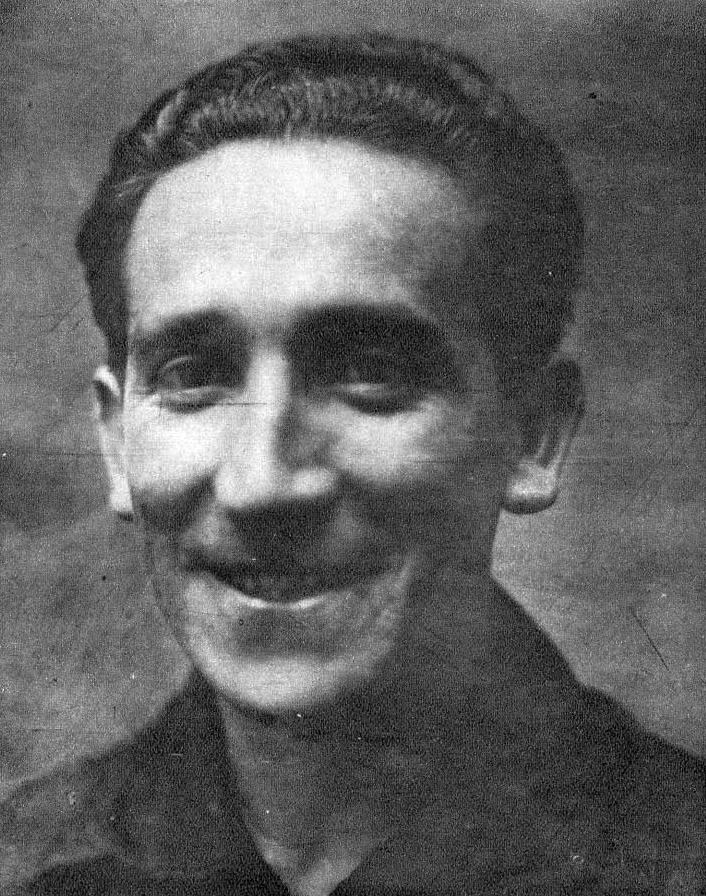
David Arellano en 1927.

7 buts
- David Arellano

6 buts
- Héctor Castro
- Héctor Scarone

5 buts
- Gabino Sosa

3 buts
- Roberto Cherro
- Benjamín Delgado
- Manuel Ramírez
- Ceferino Ramírez